# Memorias de Judas
Memórias de Judas: romance histórico dos tempos de Christo é um romance de Ferdinando Petruccelli della Gattina, publicado pela primeira vez em 1867.
O livro descreve o apóstolo Judas Iscariotes como um revolucionário e líder da revolta judaica contra o Império Romano, mostrando o forte anticlericalismo do autor e referências a ideias patrióticas da época. 
O livro causou polêmica dentro da Igreja Católica Romana.